# Etmopteridae
Etmopteridae je čeleď menších hlubinných žraloků z řádu ostrouni (Squaliformes), kteří jako jedni z mála žraloků jsou schopni bioluminiscence.

## Výskyt
Jedná se o rozšířenou žraločí skupinu s výskytem v Indickém, Tichém i Atlantském oceánu až na sever k Islandu. Obývají hluboké vody kontinentálních svahů mezi 50–4500 m.

## Charakteristika
Tito menší žraloci mají útlé až kuželovité tělo. Většina druhů je menších než 1 m, několik druhů je dokonce menších než 50 cm. Největším zástupcem čeledi je světloun grónský (Centroscyllium fabricii), který může měřit až 107 cm, a nejmenším představitelem čeledi je světloun Perryho (Etmopterus perryi), který je s 20 cm vůbec nejmenším známým žralokem. Etmopteridae mají dvě hřbetní ploutve, přičemž druhá hřbetní ploutev je úměrně velká nebo větší než ta první. Každá z hřbetních ploutví má trn. Mají pět žaberních štěrbin, přičemž pátá žaberní štěrbina je podstatě menší než první čtyři. Zuby jsou v obou čelistech stejného typu, případně zuby spodní čelisti jsou delší. Ocasní násadec nemá postranní kýl a předocasní jamky. Etmopteridae patří k několika málo žraločím čeledím, u kterých byla zjištěna schopnost vydávat světlo (bioluminiscence). Pro tyto účely mají tito žraloci zvláštní orgány.
Většina druhů této čeledi je poměrně běžná, avšak o jejich biologii se toho ví jen málo. Při nejmenším některé druhy jsou poměrně sociální a mohou se sdružovat do početných hejn. Jsou živorodí, mláďata se rodí se žloutkovým váčkem. Vzhledem k malé velikosti tito žraloci nemají pro člověka ekonomický přínos, takže nejsou cíleně loveni.

## Systematika
Původ čeledi Etmopteridae sahá do paleocénu, přesněji do doby K-T rozhraní. Ve starších zdrojích se lze setkat s tím, že klad Etmopteridae je považován za podčeleď světlounovitých (Dalatiidae) a je tedy označován jako Etmopterinae – viz např. Nelson (1994). Do čeledi Etmopteridae se řadí 5 rodů a mimo jiné následující druhy:
- rod Aculeola
  - Aculeola nigra – světloun černý
- rod Centroscyllium
  - Centroscyllium excelsum – světloun vznešený
  - Centroscyllium fabricii – světloun grónský
  - Centroscyllium granulatum – světloun zrnitý
  - Centroscyllium kamoharai – světloun surugaský
  - Centroscyllium nigrum – světloun tmavý
  - Centroscyllium ornatum – světloun bengálský
  - Centroscyllium ritteri – světloun Reitterův
- rod Etmopterus
  - Etmopterus baxteri
  - Etmopterus bigelowi – světloun Bigelowův
  - Etmopterus brachyurus – světloun krátkoocasý
  - Etmopterus bullisi – světloun Bullisův
  - Etmopterus burgessi
  - Etmopterus carteri – světloun Carterův
  - Etmopterus caudistigmus
  - Etmopterus compagnoi – světloun jihoafrický
  - Etmopterus decacuspidatus – světloun hřebenitozubý
  - Etmopterus dianthus
  - Etmopterus dislineatus
  - Etmopterus evansi
  - Etmopterus fusus
  - Etmopterus gracilispinis – světloun širokopruhý
  - Etmopterus granulosus – světloun jihoamerický
  - Etmopterus hillianus – světloun kubánský
  - Etmopterus litvinovi – světloun Litvinovův
  - Etmopterus lucifer – světloun svítivý
  - Etmopterus molleri
  - Etmopterus perryi – světloun Perryho
  - Etmopterus polli – světloun africký
  - Etmopterus princeps – světloun velký
  - Etmopterus pseudosqualiolus
  - Etmopterus pusillus – světloun malý
  - Etmopterus pycnolepis – světloun silnošupinný
  - Etmopterus robinsi – světloun Robinsův
  - Etmopterus schmidti – světloun Schmidtův
  - Etmopterus schultzi – světloun Schultzův
  - Etmopterus sentosus – světloun ostnitý
  - Etmopterus spinax – světloun trnitý
  - Etmopterus splendidus – světloun pestrý
  - Etmopterus tasmaniensis
  - Etmopterus unicolor – světloun jednobarevný
  - Etmopterus villosus – světloun havajský
  - Etmopterus virens – světloun zelený
- rod Miroscyllium
  - Miroscyllium sheikoi – světloun palauský
- rod Trigonognathus
  - Trigonognathus kabeyai – světloun kabayanský